# Hasta
La hasta était la lance utilisée par les légions romaines. Employée comme une pique pour percer, et comme un trait pour être jetée avec la main, la hasta ne doit pas être confondue avec le Pilum qui était le javelot lourd.

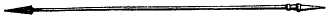
Dessin d'une hasta (1909).

Elle se composait de trois parties distinctes : 
- la tête (cuspis, aichmê et epidoratis) fabriquée en bronze ou en fer ;
- le bois (hastile ou doru) en frêne ou autre bois ;
- une pointe de métal au bout (spiculum, saurôtêr ou sturax), qui servait pour la fixer verticalement dans le sol, ou qui devenait une arme offensive quand la tête était brisée (selon Polybe).

La haste se déclinait en différents types :
- La Hasta amentata : lance munie d'une courroie (amentum (en)) pour aider à la lancer.

- La Hasta ansata : lance avec une poignée (ansa) fixée sur le bois pour aider à porter des coups et à la jeter.

- La Hasta velitaris (grosfos) : lance ou dard employé par les troupes romaines armées à la légère, dont le bois était long d'environ trois pieds (environ 90 cm) et épais d'un doigt, tandis que la tête n'avait pas plus d'un empan de longueur, mais était si mince et terminée par une pointe si délicate, qu'elle se courbait immédiatement dès qu'elle rencontrait quelque chose qui offrait trop de résistance ; par conséquent, si le soldat manquait son but, elle était inutile à l'ennemi et ne pouvait être renvoyée.

- La Hasta pura : Lance sans tête (cuspis), comme le vieux sceptre grec (skêptron), que le général romain donnait à titre de récompense honorable au soldat qui s'était distingué dans la bataille.

- La Hasta praepilata :  lance dont la pointe est mouchetée ou couverte d'un bouton ou d'une halle (pila) au bout comme les fleurets

- La Hasta pampinea (Le thyrse de Bacchus), appelé ainsi parce que c'était dans l'origine une lance dont la tête était cachée dans des feuilles de vigne.

- La Hasta graminea (kamax) : lance faite d'une espèce de roseau élancé des Indes, qu'on avait l'habitude de placer entre les mains des statues colossales de Minerve, en raison de sa longueur et de ses dimensions imposantes.

- La Hasta caelibaris : Peigne en métal dont se servaient les romains lors du mariage pour coiffer la mariée. Les experts ne savent pas encore pourquoi l'appellation de "lance/hache du célibat" était appliquée dans ce cas-là.

- La Hasta publica : lance dressée comme le signe d'une enchère publique quand les biens étaient publiquement livrés au plus offrant ; coutume née des habitudes de pillage des anciens Romains qui, lorsqu'ils disposaient du butin pris à la guerre, plantaient à côté une lance pour indiquer d'où venait le droit de propriété.

- La Hasta centumviralis : lance qu'on avait coutume de dresser comme emblème d'autorité dans les tribunaux des centumviri ; de là, l'expression « centumviralem hastam erigere » qui signifie "convoquer les centumvirs et les appeler à leurs sièges", ou "ouvrir leur tribunal".